# Enzo Cafferata
Enzo Cafferata (Lincoln, Argentina, 6 de marzo de 1988) es un baloncestista argentino que juega en la posición de base. 

## Trayectoria

### Clubes
| Club                     | País      | Año         |
| ------------------------ | --------- | ----------- |
| River Plate              | Argentina | 2005 - 2006 |
| Argentino de Junín       | Argentina | 2006 - 2008 |
| Belgrano de San Nicolás  | Argentina | 2008 - 2009 |
| Alma Juniors             | Argentina | 2009 - 2010 |
| Ciudad de Bragado        | Argentina | 2010 - 2011 |
| Gorriti                  | Argentina | 2011 - 2012 |
| Huracán de Trelew        | Argentina | 2012 - 2013 |
| San Isidro               | Argentina | 2013 - 2014 |
| Cóndores de Cundinamarca | Colombia  | 2014        |
| Osasco Basquete          | Brasil    | 2014        |
| Minas Tenis Clube        | Brasil    | 2014 - 2015 |
| Osasco Basquete          | Brasil    | 2015        |
| San Martín de Corrientes | Argentina | 2015 - 2016 |
| Osasco Basquete          | Brasil    | 2016        |
| Liga Sorocabana          | Brasil    | 2016 - 2017 |
| Caxias do Sul            | Brasil    | 2017 - 2018 |
| Mogi das Cruzes          | Brasil    | 2018 - 2019 |
| Estudiantes Concordia    | Argentina | 2019 - 2020 |
| União Corinthians        | Brasil    | 2020 - 2022 |
| Platense                 | Argentina | 2022 - 2023 |